# Chimarra furcata
Chimarra furcata là một loài Trichoptera trong họ Philopotamidae. Chúng phân bố ở vùng nhiệt đới châu Phi.